# 二氢焦蓬莪术酮
二氢焦蓬莪术酮是一种倍半萜类有机化合物，分子式C15H18O，存在于没药树属的 Commiphora sphaerocarpa、阿勃参（Commiphora gileadensis）等植物中。